# Bran Ruz
Bran Ruz est une bande dessinée d’Alain Deschamps (scénario) et Claude Auclair (dessin), qui s’inspire de la légende celtique de la ville d’Ys. En noir et blanc, ses quatorze chapitres ont été publiés de 1978 à 1981 dans (À suivre). L’album est paru à la fin de la publication dans la revue, dans la collection « Studio (A SUIVRE) » des éditions Casterman, préfacé par Jean Markale.

## Synopsis
Au cours d’un fest-noz dans un village des Monts d'Arrée, deux chanteurs se lancent dans un kan ha diskan qui raconte l’histoire de Bran Ruz (le corbeau rouge) et la légende de la ville d’Ys, il y a des siècles. Enfant, Bran attrape le roi des poissons qui lui promet d’exaucer tous ses vœux s’il le relâche. Plus tard, entré dans la ville, il va s’unir à Dahud la fille du roi Gradlon. Celui-ci ne peut accepter cette offense et va confier les amants à l’océan, ligotés dans une barque. Surveillés par des êtres mystérieux, ils vont s’échouer sans dommage, et commencer un voyage dans l’Argoat, un retour aux sources du druidisme. La narration se termine par la submersion de la ville par les eaux et la fin du fest-noz.

## Personnages
Dans cette histoire qui remonte à l’antiquité celtique, on rencontre des personnages historiques (ou supposés tels) : saint Corentin, le roi Gradlon et sa fille, la belle Dahud (Ahès) ou légendaires comme les Korrigans, Cúchulainn, héros d’Irlande, et Balor, le roi des Fomoires.

## Lieux
L’histoire a pour cadre l’extrême ouest de l’Armorique, dans la région de l’actuelle baie de Douarnenez, un « Finistère ».
- Ker-Ys
- Aquilonia

- Landévennec
- Brasparts

- le Ménez-Hom
- le Roc'h Trévézel

## Commentaires
Claude Auclair (1943 – 1990), originaire de Nantes, est très sensible aux problèmes des minorités culturelles (d’où le texte d'introduction sur la première planche) et particulièrement la sienne, la Bretagne : les premières et dernières planches du livre, celles avec les dialogues entre Bretons du fest-noz et le kan ha diskan, sont doublées, une première planche en français, une seconde planche sépia en breton. Ce sont les origines de la Bretagne qu’il nous dépeint, dans Bran Ruz, son histoire et sa culture ; et au-delà, les grands mythes de la civilisation celtique. Dessiner était une forme de combat pour la mémoire.
On peut remarquer aussi dans le paysage pluvieux breton, sur la route du fest-noz, l'Ankou traîner près de la centrale nucléaire de Brennilis (en fonctionnement lors de la réalisation de la bande dessinée et qui est en voie de démantèlement depuis 1995).
Les textes en breton ont été rédigés par Goulven Pennaod.
Le procédé narratif consistant à introduire l'histoire sous la forme d'une récitation traditionnelle (kan ha diskan ici) renvoie à la veillée funèbre qui rythme le Sang du Flamboyant.
Dans l'album édité en 1981, les auteurs mentionnent « le mensuel Le Peuple breton (Pobl Vreizh) » dans leurs remerciements particuliers.

## Publications

### Périodiques
- Bran Ruz, dans (À suivre), 1978-1981

### Albums
- Bran Ruz (préf. Jean Markale), Tournai, Casterman, coll. « Romans (À suivre) », 1981, 29,5 × 22 × 1,7 cm, 200 p.  (ISBN 2-203-33409-6)
- Bran Ruz (préf. Jean Markale), Tournai, Casterman, coll. « Albums », 2018, 24 x 32,7 x 2,2 cm, 200 p.  (ISBN 978-2203166721) Nouvelle édition 14 novembre 2018, cartonné.

## Contribution
- Dessin de la pochette du disque d'Alan Stivell, "Terre des vivants" (1981).

### Documentation
- Jean-Pierre Andrevon, « Le post-catastrophisme prétexte », dans Les Cahiers de la bande dessinée n°58, juin-juillet 1984, p. 20-21
- Claude Auclair (int. Thierry Groensteen), « Entretien avec Claude Auclair », dans Les Cahiers de la bande dessinée n°58, juin-juillet 1984, p. 7-13
- Louis Cance, « Bibliographie de Claude Auclair », dans Les Cahiers de la bande dessinée n°58, juin-juillet 1984, p. 41-42
- Alain Chante, « L’eau, le feu, la terre et le ciel dans l'œuvre d'Auclair », dans Les Cahiers de la bande dessinée n°58, juin-juillet 1984, p. 25-28
- Alain Deschamps, « Bran Ruz, histoire d'une rencontre », dans Les Cahiers de la bande dessinée n°58, juin-juillet 1984, p. 32-34
- Patrick Gaumer, « Claude Auclair », dans Larousse de la BD, 2004, p. 38
- Thierry Groensteen, « La Femme est l'avenir du héros », dans Les Cahiers de la bande dessinée n°58, juin-juillet 1984, p. 29-31
- Bruno Lecigne et Jean-Pierre Tamine, « L’Épique et le politique », dans Les Cahiers de la bande dessinée n°58, juin-juillet 1984, p. 35-36